# Стрига (растение)
Стрига (лат. Striga) — род растений семейства Orobanchaceae. Виды рода являются в основном полупаразитами, реже — полными паразитами, в основном на корнях злаковых, включая экономически важные зерновые культуры. Широко распространены в тропиках и субтропиках Старого Света.

## Ботаническое описание

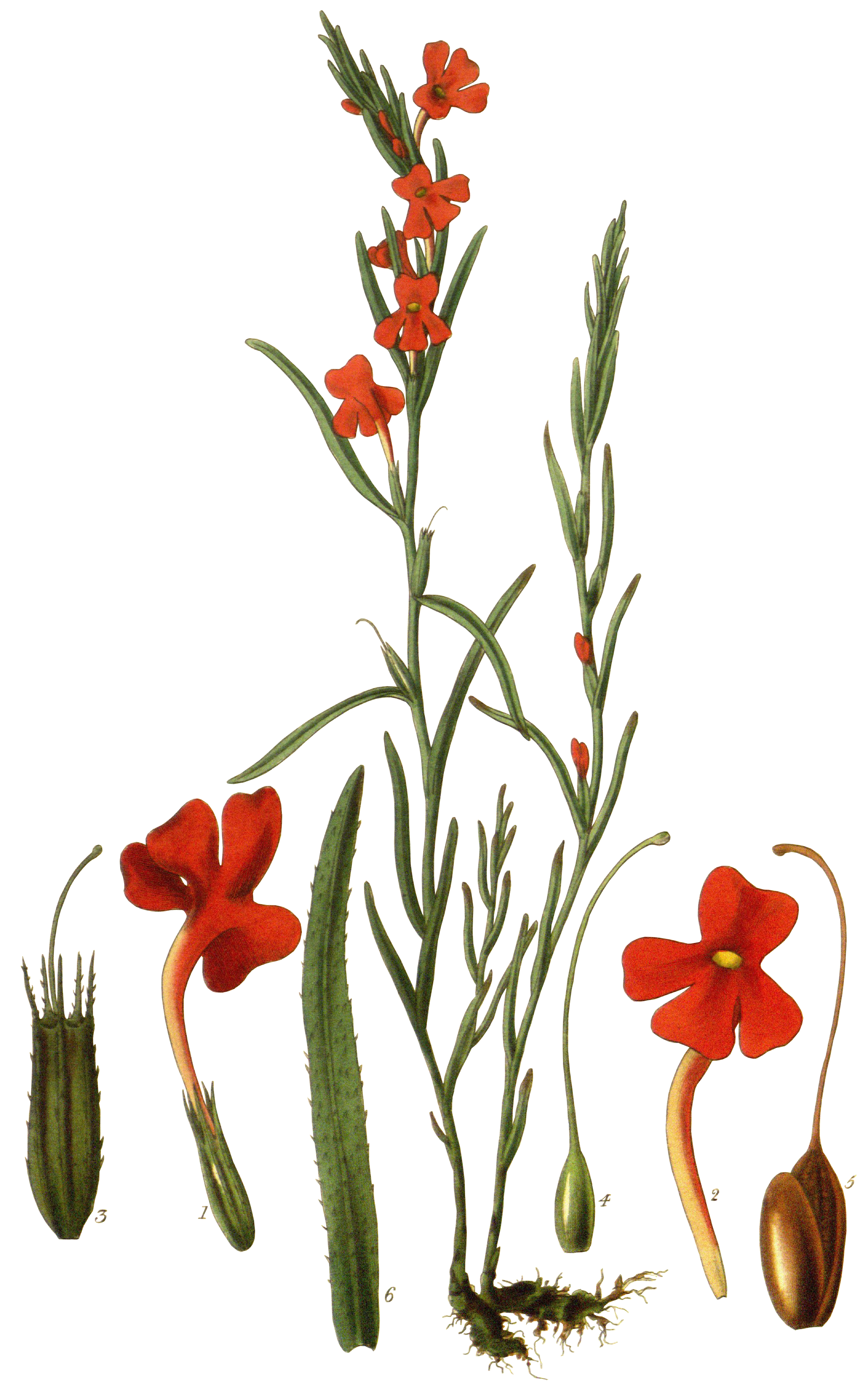
Иллюстрация из книги «Экзотическая флора», с изображением Striga asiatica

Виды рода — в основном однолетние, лишь изредка многолетние травянистые растения; корневые паразиты. Корневая система сильно редуцирована. Из чешуек над землей развиваются придаточные корни, которые заканчиваются небольшим гаусторием, обычно 1-2 мм в диаметре. У некоторых видов имеются также первичные бугорки размером до 5 см. Многолетние виды образуют подземные корневища или клубни, из чешуйчатых листьев которых ежегодно появляются новые побеги. Надземные части растения щетинистые или чешуевидно-волосистые. Ось побега жёстко прямостоячая, зеленого или серого цвета, в поперечном сечении четырехгранная и ребристая, по краям четырехгранная и округлая или закругленная. Чисто вегетативные оси побегов не образуются, так как растения не зависят от функции стеблевых листьев вследствие паразитизма. Это означает, что каждое разветвление оси побега заканчивается соцветием. Стеблевые листья противоположные или почти противоположные, бесстебельные или почти бесстебельные. У основания побега они у большинства видов редуцированы до мелких чешуек. Прорастание гипогейное, оптимальная температура прорастания — от 30 до 40 °C. Ниже 15 °C и выше 45 °C прорастание не происходит. Проростки не содержат хлорофилла и имеют чешую.
Цветки находятся в пазухах листьев в колосовидных соцветиях. Прицветники листовидные или редуцированные, их два.
Гермафродитные цветки зигоморфные, пятизубчатые с двойным околоцветником. Чашечка трубчатая, пятилопастная или с пятью (редко четырьмя) зубцами. У некоторых видов между ребрами чашелистика имеется жилкование. Венчик обычно красный или белый, но встречаются виды с лососёвыми, оранжевыми или желтыми венчиками. Венчик состоит из узкой трубки венчика, которая расширяется и переходит в венчик, состоящий из двух частей. Отверстие трубки венчика очень маленькое, менее 1 мм в диаметре, и обильно покрыто трихомами. Верхние доли венчика сросшиеся и прямостоячие, нижние три доли свободные и оттопыренные.
Четыре тычинки имеют две разные длины и прикреплены ниже венчика. Короткие нити прикреплены к основанию пыльников. Пыльники однолопастные, пыльца образуется скудно и часто бывает клейкой. Пестик трубчатый, образует большое количество мелких яйцеклеток. Стиль округлый и удлиненный, рыльце двулопастное. У основания завязи имеется нектарник.
На цилиндрических или почти яйцевидных, камерно раскрывающихся плодах-капсулах в момент созревания сохраняется пестик. Семена очень мелкие и имеют заметные ребра, окружающие их. Зародыш мелкий.

## Ареал
Виды рода Striga переносят относительно широкий диапазон условий окружающей среды. Так, они произрастают в районах, где годовое количество осадков составляет от 25 до 150 см.
Более детальные исследования по спектру растений-хозяев пока отсутствуют, известно только влияние на экономически важные растения. В целом, по всей видимости, растения имеют более узкий выбор хозяев по сравнению с другими близкородственными паразитическими родами. На зерновые культуры нападают только Striga hermonthica и Striga asiatica. Двудольные, такие как бобовые, предпочитают только глобально распространенную Striga gesnerioides и два сходных, малочисленных вида Striga gastonii и Striga lepidagathidis.

## Вредитель
Представители рода считаются главным врагом производства продовольствия в саваннах Африки, где потенциально поражено около 100 млн га. Гебиса Эджета в 2009 г. был удостоен Всемирной продовольственной премии за выведение устойчивого к стриге сорта сорго. Стрига — самый распространенный вредитель в Африке.
Благодаря совместному посеву зерновых культур с Celosia argentea, в Уганде удалось предотвратить распространение стриги на полях и значительно повысить урожайность.
Стрига не поддается эффективному уничтожению гербицидами после появления всходов.

## Систематика и распространение
Род Striga был впервые описан в 1790 году Жуаном де Лурейру в книге Flora Cochinchinensis. Научное название рода Striga происходит от латинского striga (= «старая ведьма»), которое, в свою очередь, образовано от древнегреческого στρίγξ от στρίζω = τρίζω (= «ушастая сова»). Название, вероятно, связано с тем, что заражение посевов часто сначала остаётся незамеченным и обнаруживается только после цветения паразитного растения, то есть когда наибольший ущерб уже нанесен.
Род Striga включает от 34 до 53 видов. Разделение рода на две секции было предложено Рихардом Веттштейном в 1891 г. Он поместил виды с пятиреберной чашечкой в секцию Pentapleurae, а все остальные виды с преимущественно десятью ребрами чашечки — в секцию Polypleurae. Однако позже было установлено, что число ребер чашечки может варьировать и в пределах одного вида, но такое деление по морфологическим признакам до сих пор остается единственной попыткой разделить род. Третья секция Tetrosepalum была введена в 1897 году Адольфом Энглером и включала только вид Striga baumannii. Этот вид значительно отличается от других видов рода по ряду признаков (корневые клубни, деревянистая чашечка) и, вероятно, представляет собой самостоятельный род.
Род Striga распространен в тропиках и субтропиках Старого Света с центром распространения в Африке. В Новом Свете отдельные виды являются неофитами.

## Виды
Список видов, согласно базе The Plant List.
- Striga aequinoctialis
- Striga angolensis
- Striga angustifolia
- Striga asiatica
- Striga aspera
- Striga baumannii
- Striga bilabiata
- Striga brachycalyx
- Striga dalzielii
- Striga densiflora
- Striga elegans
- Striga forbesii
- Striga fulgens
- Striga gesnerioides
- Striga hermonthica
- Striga hirsuta
- Striga junodii
- Striga klingii
- Striga latericea
- Striga linearifolia
- Striga macrantha
- Striga masuria
- Striga passargei
- Striga primuloides
- Striga pubiflora
- Striga strigosa